# Goudtrein van Wałbrzych

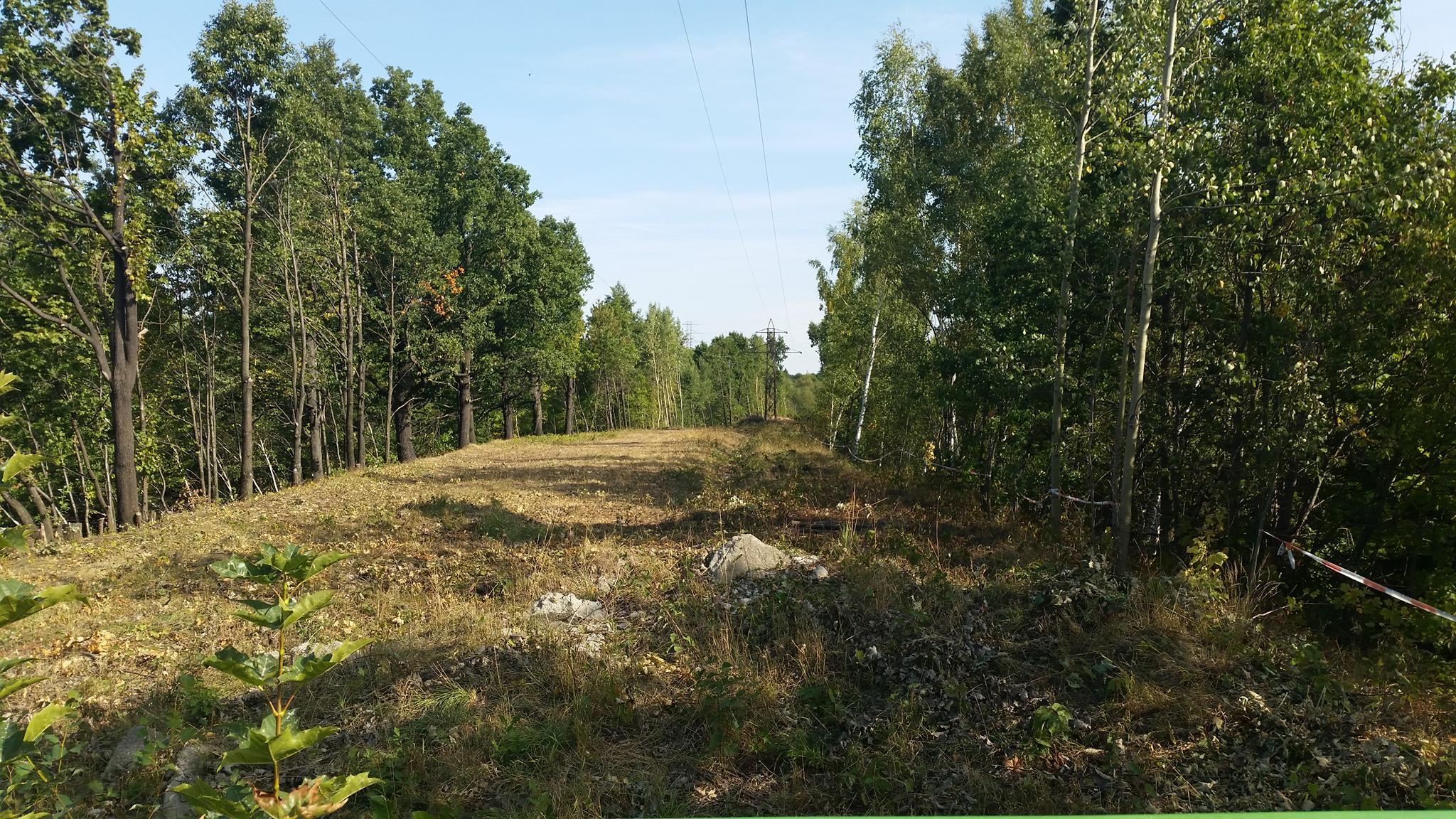
Terrein bij Wałbrzych waar de trein zou zijn verborgen.

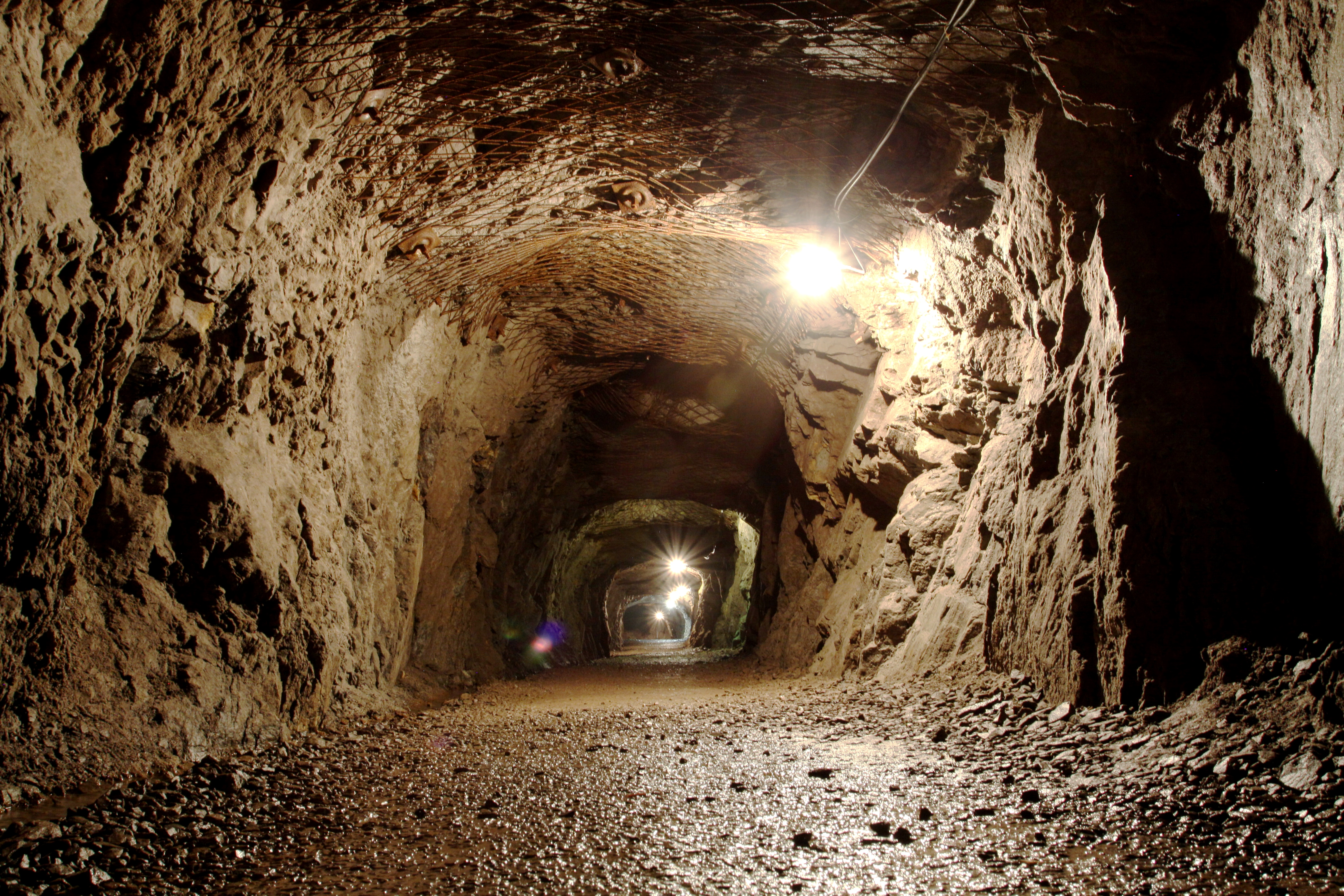
Een tunnel in het Osówka, gebouwd tijdens Project Riese.

De goudtrein van Wałbrzych, of de nazigoudtrein, is een legende die stelt dat de nazi's een trein geladen met goud en andere kostbaarheden hebben verstopt in een ondergrondse tunnel bij de stad Wałbrzych, die thans in Polen ligt maar destijds in Duitsland. 

## Legende
De trein, die 150 meter lang moest zijn geweest, zou met twaalf wagons aan het einde van de Tweede wereldoorlog vertrokken zijn. Doordat in de laatste maanden de Russen vanuit het oosten naderden, zagen de Nazi's zich genoodzaakt om de kostbaarheden die ze tijdens de oorlog hadden verworven te verbergen. Onderweg naar Nazi-Duitsland verdween de trein echter uit beeld in het zuidwesten van Polen. Sommige onderzoekers beweren dat het verhaal niet klopt en bestempelen het als een legende. Desondanks zijn er veel schatzoekers actief en is zelfs het Poolse leger al sinds 1945 op zoek naar de verdwenen trein. Naar verluidt bevindt de trein zich in het tunnelstelsel van Project Riese. Het verhaal heeft gelijkenissen met het waargebeurde verhaal van een trein met kostbaarheden die uit Hongarije op weg was naar Duitsland en in mei 1945 door de geallieerden werd geconfisqueerd.

#### Inhoud
De trein zou naast goud en zilver ook kostbare sieraden en kunstschatten herbergen. Daaronder zou zich ook de kapitale barnsteenkamer bevinden: een met bladgoud vervaardigd paneel dat tsaar Peter de Grote in 1716 van Frederik Willem I van Pruisen had ontvangen.

#### Zoektochten
Er zijn meermaals zoektochten ondernomen, maar de trein is nooit gevonden. In 2015 beweerden een Pool en een Duitser dat ze op het sterfbed van een betrokken Duitser de locatie van de trein hadden vernomen. Ook toen bleef een onderzoek vruchteloos. In augustus 2016 hervatten de twee hun zoektocht. 
In 2017 beweerden drie Duitse schatzoekers dat de trein niet in het zuidwesten van Polen is 'gestald', maar in een tunnelstelsel nabij Dresden, in de Prinzenhöhle. Ze zeiden dat door getuigen bij de KGB en de Stasi duidelijk is geworden dat er een enorm lang en diep tunnelstelsel in het gebergte zou zijn gegraven. Doordat de ingang is ingestort was het gangenstelsel niet toegankelijk.

## Vergelijkbaar
De verdwenen nazigoudtrein zou niet de enige verdwijning zijn van grote hoeveelheden goud en andere kostbaarheden tijdens het einde van de tweede wereldoorlog. In 1943 werden grote hoeveelheden goud tijdens Rommels veldtocht in Afrika geconfisqueerd en vervolgens per schip van Tunesië naar Corsica vervoerd, waarvandaan het verder verscheept zou worden naar Nazi-Duitsland. Het goud kwam echter nooit in Duitsland aan en het schip is nooit gevonden, en het Portret van een jongeman met een schedel van de renaissanceschilder Rafaël evenmin. Ook het Duitse schip SS Minden dat van Brazilië naar Duitsland voer zou vol hebben gezeten met goud, maar het zonk ter hoogte van IJsland en is in 2017 door een Brits bedrijf gelokaliseerd, overlegd wordt nog wie de eigenaar van het wrak en inhoud wordt.